# Tercer Gobierno Aguirre
El Tercer Gobierno Aguirre fue el ejecutivo regional de la Comunidad de Madrid, constituido inicialmente tras la tercera investidura en junio de 2011 de Esperanza Aguirre como presidenta de dicha comunidad autónoma española, hasta su fin el 13 de septiembre de 2012.

## Historia
Investida el 15 de junio por el pleno de la Asamblea de Madrid, Esperanza Aguirre tomó posesión por tercera vez del cargo de presidenta de la Comunidad de Madrid el 16 de junio de 2011. Los miembros que escogió como consejeros de su gobierno tomaron posesión a su vez en la Real Casa de Correos un día más tarde, el 17 de junio.
El 25 de enero de 2012 Pablo Cavero, procedente del sector privado y que entonces no era militante del Partido Popular, tomó posesión del cargo de consejero de Transportes e Infraestructuras, en sustitución de Antonio Beteta, que desempeñó el cargo hasta diciembre de 2011 (Regina Plañiol había asumido en funciones la consejería).
Tras el anuncio el 17 de septiembre de 2012 de la dimisión de Esperanza Aguirre del cargo de presidenta de la Comunidad de Madrid, su mano derecha Ignacio González asumió en funciones el cargo de presidente de la Comunidad de Madrid, presidiendo el primer consejo de gobierno el 20 de septiembre. Fue investido presidente por la Asamblea el 26 de septiembre, con la subsecuente toma de posesión el 27 de septiembre de 2012, y la de los consejeros entrantes el día siguiente.
| Nombre                             | Retrato                                                  | Cargo                                                                                            | Inicio                   | Fin                      | Partido | Partido       | Refs.        |
| ---------------------------------- | -------------------------------------------------------- | ------------------------------------------------------------------------------------------------ | ------------------------ | ------------------------ | ------- | ------------- | ------------ |
| Esperanza Aguirre Gil de Biedma    |                                                          | Presidenta de la Comunidad de Madrid                                                             | 16 de junio de 2011      | 27 de septiembre de 2012 |         | PP            | [ 5 ]        |
| Jaime Ignacio González González    |                                                          | Vicepresidente, consejero de Cultura y Deporte y portavoz del Gobierno de la Comunidad de Madrid | 17 de junio de 2011      | 28 de septiembre de 2012 |         | PP            | [ 5 ]        |
| Jaime Ignacio González González    | Presidente en funciones de la Comunidad de Madrid        | 17 de septiembre de 2012                                                                         | 27 de septiembre de 2012 |                          |         | PP            | [ 5 ]        |
| Regina Plañiol de Lacalle          |                                                          | Consejera de Presidencia y Justicia                                                              | 17 de junio de 2011      | 28 de septiembre de 2012 |         | PP            | [ 5 ]        |
| Regina Plañiol de Lacalle          | Consejera en funciones de Transportes e Infraestructuras | 2011                                                                                             | enero de 2012            |                          |         | PP            | [ 5 ]        |
| Pércival Manglano Albacar          |                                                          | Consejero de Economía y Hacienda                                                                 | 17 de junio de 2011      | 28 de septiembre de 2012 |         | PP            | [ 5 ]        |
| Antonio Beteta Barreda             |                                                          | Consejero de Transportes e Infraestructuras                                                      | 17 de junio de 2011      | 24 de diciembre de 2011  |         | PP            | [ 5 ] [ 12 ] |
| Pablo Cavero                       |                                                          | Consejero de Transportes e Infraestructuras                                                      | 25 de enero de 2012      | 28 de septiembre de 2012 |         | Independiente | [ 6 ]        |
| Lucía Figar de Lacalle             |                                                          | Consejera de Educación y Empleo                                                                  | 17 de junio de 2011      | 28 de septiembre de 2012 |         | PP            | [ 5 ]        |
| Ana Isabel Mariño Ortega           |                                                          | Consejera de Medio Ambiente y Ordenación del Territorio                                          | 17 de junio de 2011      | 28 de septiembre de 2012 |         | PP            | [ 5 ]        |
| Javier Fernández-Lasquetty y Blanc |                                                          | Consejero de Sanidad                                                                             | 17 de junio de 2011      | 28 de septiembre de 2012 |         | PP            | [ 5 ]        |
| Salvador Victoria Bolívar          |                                                          | Consejero de Asuntos Sociales                                                                    | 17 de junio de 2011      | 28 de septiembre de 2012 |         | PP            | [ 5 ]        |